# Чиршкасы (Канашский район)
Чиршкасы́ (чув. Чӑрӑшкасси) — деревня в Канашском районе Чувашской Республики. Входит в состав Ухманского сельского поселения.

## География
Находится в центральной части Чувашии, на расстоянии приблизительно 5 км по прямой на север от районного центра — города Канаш, на правобережье реки Малый Цивиль. Расстояние до столицы республики — города Чебоксары — 94 км, до районного центра — 9 км, до железнодорожной станции — 9 км.

## История
Известна с 1795 года как выселок села Биболдино (ныне Ухманы) с 15 дворами. В XIX — начале XX века — околоток того же села. Жители до 1866 года — государственные крестьяне; занимались земледелием, животноводством, отхожими промыслами. В 1931 году был образован колхоз «Соревнование».
По состоянию на 1 мая 1981 года деревня Чиршкасы Ухманского сельского совета входила в состав колхоза им. Ленина:87.
Религия
В начале XX века жители деревни Чирш-Касы были прихожанами Никольской церкви села Биболдино (построена в 1899 году).
Административно-территориальная принадлежность
В составе: Сиделевской, Шихазановской волостей Цивильского уезда Казанской губернии (до 1 октября 1927 года), Канашского (до 1 марта 1935 года), Шихазановского (до 26 ноября 1956 года) районов, с 26 ноября 1956 года — вновь в Канашском районе. 

Сельские советы: Конторкасинский (с 1 октября 1927 года до 1 октября 1928 года), Атнашевский (до 27 марта 1951 года), после — Ухманский:270.

## Название
Название произошло от чув. чăрăш «ель» + касси «улица, околоток».— Географические названия Чувашской Республики

## Население
| 2010 | 2012 |
| ---- | ---- |
| 256  | ↘255 |

В 1906 году учтено 59 дворов, 301 житель, в 1926 году — 58 дворов и 307 жителей, в 1939 — 374 жителя, в 1979 — 370. В 2002 году было 94 двора, в 2010 — 82 домохозяйства. Постоянное население составляло 260 человек (преобладающая национальность — чуваши, 96 %) в 2002 году.

## Инфраструктура
Имеются клуб, спортплощадка, магазин, торговый павильон.
Памятники и памятные места
Обелиск героям, павшим в годы Великой Отечественной войны 1941—1945 годов (ул. Ленина, рядом с сельским Домом культуры).